# Bundestagswahlkreis Leverkusen – Rheinisch-Bergischer Kreis II
Der Bundestagswahlkreis Leverkusen – Rheinisch-Bergischer Kreis II war von 1980 bis 2002 ein Wahlkreis in Nordrhein-Westfalen. Er umfasste die kreisfreie Stadt Leverkusen und vom Rheinisch-Bergischen Kreis die Gemeinden Burscheid und Leichlingen (Rheinland)
Seit 2002 gehört Leverkusen zum Wahlkreis Leverkusen – Köln IV, während Burscheid und Leichlingen nun zum Wahlkreis Rheinisch-Bergischer Kreis gehören. Der letzte direkt gewählte Wahlkreisabgeordnete war Ernst Küchler (SPD). 
Die Vorgängerwahlkreise mit ähnlichem Territorium waren von 1949 bis 1965 der Wahlkreis Rhein-Wupper-Kreis und von 1965 bis 1980 der Wahlkreis Leverkusen – Opladen. 

## Wahlkreissieger
| Wahl | Name                | Partei | Erststimmen |
| ---- | ------------------- | ------ | ----------- |
| 1998 | Ernst Küchler       | SPD    | 49,5 %      |
| 1994 | Johannes Singer     | SPD    | 43,9 %      |
| 1990 | Johannes Singer     | SPD    | 42,4 %      |
| 1987 | Johannes Singer     | SPD    | 45,1 %      |
| 1983 | Bruno Wiefel        | SPD    | 47,9 %      |
| 1980 | Bruno Wiefel        | SPD    | 51,1 %      |
| 1976 | Bruno Wiefel        | SPD    | 50,1 %      |
| 1972 | Bruno Wiefel        | SPD    | 57,3 %      |
| 1969 | Bruno Wiefel        | SPD    | 53,3 %      |
| 1965 | Bruno Wiefel        | SPD    | 44,7 %      |
| 1961 | Peter Wilhelm Brand | CDU    | 46,4 %      |
| 1957 | Peter Wilhelm Brand | CDU    | 56,3 %      |
| 1953 | Peter Wilhelm Brand | CDU    | 51,9 %      |
| 1949 | Günther Henle       | CDU    | 34,8 %      |

## Wahlkreisgeschichte
| Wahl      | Wahlkreisname                                 | Gebiet |
| --------- | --------------------------------------------- | --- |
| 1949      | 14 Rhein-Wupper-Kreis                         | Leverkusen, Rhein-Wupper-Kreis                                                                            |
| 1953      | 73 Rhein-Wupper-Kreis                         | Leverkusen, Rhein-Wupper-Kreis                                                                            |
| 1957–1961 | 73 Rhein-Wupper-Kreis – Leverkusen            | Leverkusen, Rhein-Wupper-Kreis                                                                            |
| 1965–1976 | 67 Leverkusen – Opladen                       | Leverkusen, Westteil des Rhein-Wupper-Kreises mit Burscheid, Leichlingen, Opladen, Langenfeld und Monheim |
| 1980–1998 | 68 Leverkusen – Rheinisch-Bergischer Kreis II | Leverkusen, vom Rheinisch-Bergischen Kreis die Gemeinden Burscheid und Leichlingen                        |

Die Stadt Leverkusen gehörte bis 1955 zum Rhein-Wupper-Kreis.